# تشان كوك هينج
تشان كوك هينج (21 أبريل 1968 في ماليزيا - ) هو لاعب كرة قدم ماليزي في مركز الدفاع. لعب مع Perak F.C. ‏.